# Sabanejewia romanica
Sabanejewia romanica là một loài cá vây tia thuộc họ Cobitidae. Ban đầu nó được xếp vào chi Sabanejewia. Đây là loài đặc hữu của România.